# Arccotangens

De arccotangens, aangeduid door arccot, is een cyclometrische functie die de inverse functie is van de cotangens indien het domein daarvan beperkt wordt tot het interval {\displaystyle (0,\pi )}. Deze beperking is nodig vanwege het periodieke karakter van de cotangens. Het resultaat van de arccotangens is de hoek tussen 0 en {\displaystyle \pi } waarvan de cotangens het argument als waarde heeft.
De grafiek van {\displaystyle y=\operatorname {arccot} x} is het spiegelbeeld van de grafiek van de beperkte cotangens ten opzichte van de rechte y = x.
Het domein is {\displaystyle \mathbb {R} } en het bereik is {\displaystyle (0,\pi )}.

## Definitie
De functie {\displaystyle \operatorname {arccot} } is gedefinieerd voor {\displaystyle x\in \mathbb {R} } door de relatie
{\displaystyle \operatorname {arccot}(x)=\alpha \quad \Leftrightarrow \quad 0\leq \alpha <\pi {\mbox{ en }}\cot(\alpha )=x}
Vanwege de relatie tussen de tangens en de cotangens geldt:
{\displaystyle \operatorname {arccot}(x)+\arctan(x)={\frac {\pi }{2}}}

## Machtreeks
De arccotangens heeft de volgende reeksontwikkeling:
{\displaystyle \operatorname {arccot} x={\frac {\pi }{2}}-\sum _{n=0}^{\infty }{\frac {(-1)^{n}}{2n+1}}x^{2n+1}}

## Afgeleide
De afgeleide van de arccotangens is:
{\displaystyle {{\rm {d}} \over {\rm {d}}x}\operatorname {arccot}(x)=-{1 \over 1+x^{2}}}